# Ventrifossa macropogon
Ventrifossa macropogon es una especie de pez de la familia Macrouridae en el orden de los Gadiformes.

## Morfología
• Los machos pueden llegar alcanzar los 45 cm de longitud total.

## Hábitat
Es un pez de aguas profundas que vive entre 439-1.000 m de profundidad aunque, normalmente, lo hace entre 500 a 600 m.

## Distribución geográfica
Se encuentra desde Guayana hasta el Caribe, el Golfo de México y el noreste de Florida (Estados Unidos ).